# Svjetski kup u ragbiju
Svjetski kup u ragbiju, pod krovom Ragbijske unije (engleski = Rugby Union). Prvenstva se održavaju svake četiri godine od 1987. godine. Domaćinstva u pravilu dijeli više zemalja, s time da postoji "glavni domaćin", kod kojega se odigra većina utakmica i "pomoćni domaćini", susjedne zemlje u kojima se odigra jedna ili više utakmica.
Pobjednik osvaja trofej imena "Kup Webba Ellisa".

## Rezultati prvenstava za ragbijaše
| Godina | Domaćin                                             | Zlato       | Srebro      | Bronca      |
| ------ | --------------------------------------------------- | ----------- | ----------- | ----------- |
| 2019.  | Japan                                               | JAR         | Engleska    | Novi Zeland |
| 2015.  | Engleska                                            | Novi Zeland | Australija  | JAR         |
| 2011.  | Novi Zeland                                         | Novi Zeland | Francuska   | Australija  |
| 2007.  | Francuska, Wales, Škotska                           | JAR         | Engleska    | Argentina   |
| 2003.  | Australija                                          | Engleska    | Australija  | Novi Zeland |
| 1999.  | Engleska, Francuska, Škotska, Irska, Sjeverna Irska | Australija  | Francuska   | JAR         |
| 1995.  | JAR                                                 | JAR         | Novi Zeland | Francuska   |
| 1991.  | Engleska, Irska, Francuska                          | Australija  | Engleska    | Novi Zeland |
| 1987.  | Novi Zeland i Australija                            | Novi Zeland | Francuska   | Wales       |

## Vanjske poveznice
- Stranica Svjetskog kupa 2007. (sa stranice International Rugby Boarda)
- Stranica Svjetskog kupa
- Official Travel & Hospitality site  Arhivirana inačica izvorne stranice od 30. listopada 2005. (Wayback Machine) Dosta informacija i o natjecanju